# Вулиця Січова (Львів)
Вулиця Січова — вулиця у Личаківському районі міста Львів, місцевість Великі Кривчиці. Пролягає від вулиці Дубової до залізниці поблизу станції «Лисиничі».
Прилучається вулиця Полуднева.

## Історія та забудова
Вулиця виникла у складі селища Кривчиці під назвою Нова. У 1962 році, коли Кривчиці увійшли до складу Львова, отримала сучасну назву — Січова.
Вулиця забудована одно- та двоповерховими будинками 1930-х—1960-х років, є і сучасні садиби, зведені у 2000-х роках.